# Эффект Сюняева — Зельдовича
Эффе́кт Сюня́ева — Зельдо́вича — изменение интенсивности радиоизлучения реликтового фона из-за обратного эффекта Комптона на горячих электронах межзвёздного и межгалактического газа. Эффект назван в честь предсказавших его в 1969 году учёных Р. А. Сюняева и Я. Б. Зельдовича.

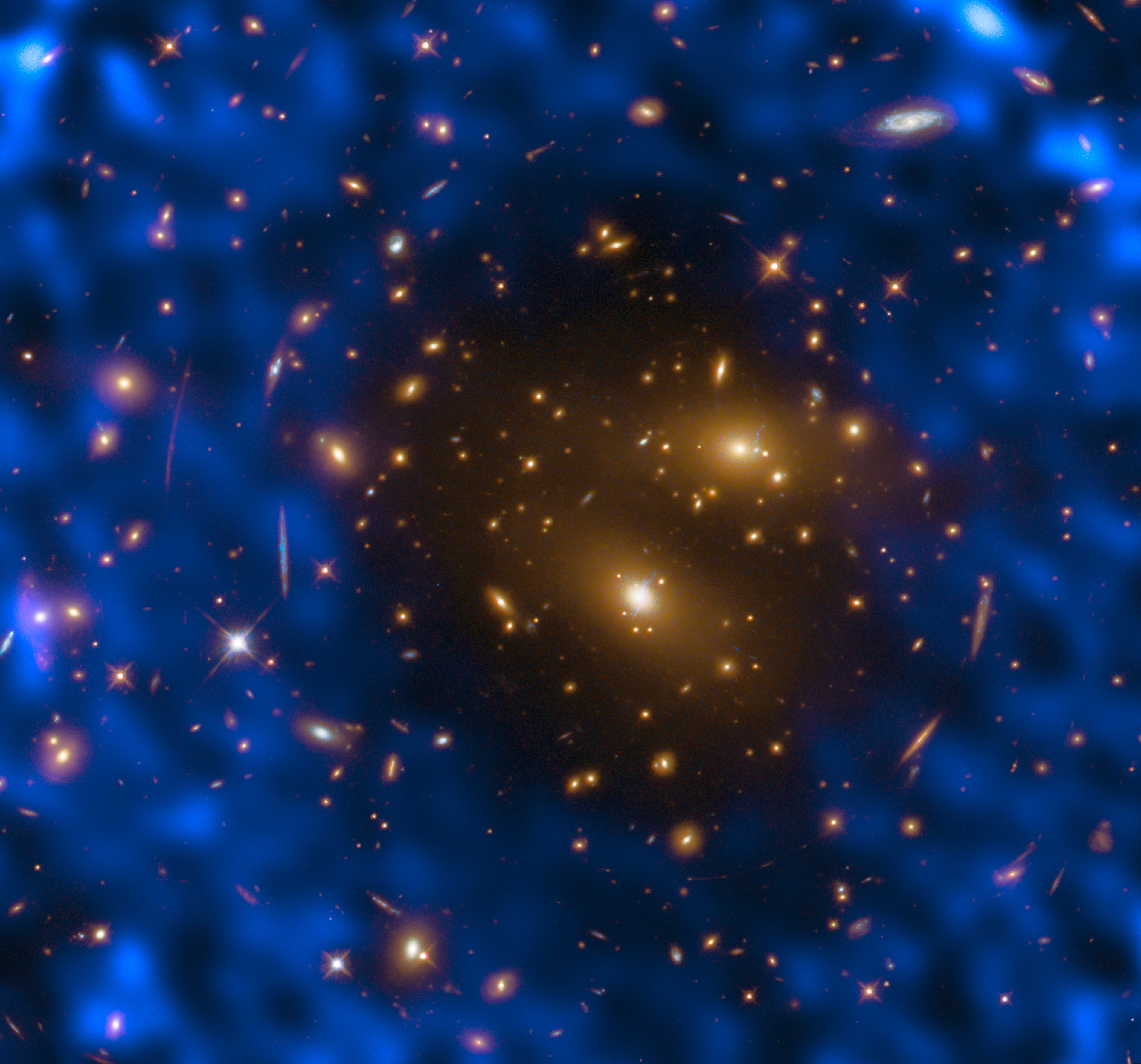
Первые измерения теплового эффекта Сюняева-Зельдовича на телескопе ALMA с одним из самых массивных известных скоплений галактик, RX J1347.5-1145.

С помощью эффекта Сюняева — Зельдовича можно измерить диаметр скопления галактик, благодаря чему скопления галактик могут быть использованы в качестве стандартной линейки при построении шкалы расстояний во Вселенной.
На практике эффект начали регистрировать с 1978 года. Ныне для составления каталогов скоплений галактик обращаются к данным космических («Планк») и наземных (South Pole Telescope, Sunyaev-Zel’dovich Array) обсерваторий, полученным на основе эффекта Сюняева — Зельдовича.

## Формула
Изменение радиоизлучения даётся следующим выражением:
{\displaystyle \Delta I_{\nu }=2{\frac {(kT_{\text{cmb}})^{3}}{(hc)^{2}}}yg(x),}
где {\displaystyle T_{\text{cmb}}} — температура реликтового излучения, {\displaystyle x={\tfrac {h\nu }{kT_{\text{cmb}}}}}, {\displaystyle g(x)} — спектральная форма такого эффекта, {\displaystyle y} — параметр комптонизации:
{\displaystyle g(x)=x^{4}e^{x}{\frac {x\cdot \operatorname {coth} (x/2)-4}{e^{x}-1}},}
{\displaystyle y=\int {\frac {kT_{e}}{mc^{2}}}n_{e}\sigma _{t}\,dl,}
где {\displaystyle n_{e}} и {\displaystyle T_{e}} — концентрация и температура электронов, {\displaystyle \sigma _{t}} — томсоновское сечение.